# John F. Farnsworth
John Franklin Farnsworth (27 mars 1820 – 14 juillet 1897) est un député de l'Illinois à la Chambre des représentants des États-Unis pour sept mandats au total et un général de l'Union Army pendant la guerre de Sécession.

## Biographie
Farnsworth est né à Eaton, au Canada, mais déménage à Ann Arbor, dans le Michigan, en tant que jeune adulte. Il étudie le droit à l'université du Michigan et est admis au barreau en 1841. Il déménage à Saint Charles, dans l'Illinois, et établit un cabinet de droit privé. Vers 1852, il s'installe à Chicago et est actif sur la scène politique locale en tant que démocrate. Après avoir changé de parti (en partie en raison de ses points de vue abolitionniste), il est élu comme Républicain au Congrès pendant deux mandats (1857-61). Il ne réussit pas à gagner la nomination du parti pour un troisième mandat.
Au début de la guerre de Sécession, Farnsworth organise le 8e régiment de cavalerie de l'Illinois sur demande du Président Abraham Lincoln et en est nommé premier colonel. Grâce à son influence politique, il est en mesure d'aider son neveu de 24 ans, Elon John Farnsworth, à obtenir le grade de lieutenant, mais ce dernier meurt à la bataille de Gettysburg. John Farnsworth contribue également à former le 17e régiment de l'Illinois. Il mène le 8e régiment de cavalerie de l'Illinois pendant la campagne de la Péninsule, voyant sa première action lors de la bataille de Williamsburg, puis durant la bataille des Sept Jours.
En septembre 1862, Farnsworth dirige une brigade de cavalerie dans l'Armée du Potomac au cours de la campagne du Maryland, et s'engage dans une série de combats mineurs avec de la cavalerie des Confédérés sous le commandement de J. E. B. Stuart et Wade Hampton à proximité South Mountain et de Middletown, dans le Maryland. Il devient un général de brigade de volontaires breveté, le 5 décembre 1862. Il démissionne en mars 1863 afin de reprendre ses fonctions en tant que membre du Congrès (cette fois-ci du district comprenant Saint-Charles (Illinois)), jusqu'en 1873. Il est membre du Comité sur les Bureaux de Poste et Routes postales.
Il s'aligne étroitement avec les Républicains radicaux et est un fervent partisan de leurs politiques extrêmes de Reconstruction. Il vote en faveur de la destitution du Président Andrew Johnson. Il est battu pour une nouvelle nomination en 1872, le climat politique ayant évolué vers plus de modération. Battu à nouveau deux ans plus tard, dans une nouvelle tentative (cette fois en tant que démocrate), il reprend la pratique du droit dans Chicago. Il déménage à Washington, DC en 1880, et continue à travailler comme avocat jusqu'à sa mort. Farnsworth est enterré dans le Cimetière Nord de Saint-Charles.

### Famille
Il épouse Mary Ann Clark (1820-1900) de New-York en 1846. Ils ont six enfants: Sarah, Frances, John Farnsworth, William, Adeline et le sous-officier de marine John Franklin Farnsworth, Jr.